# Chitray
Chitray – miejscowość i gmina we Francji, w Regionie Centralnym, w departamencie Indre.
Według danych na rok 1990 gminę zamieszkiwało 167 osób, a gęstość zaludnienia wynosiła 8 osób/km² (wśród 1842 gmin Regionu Centralnego Chitray plasuje się na 971. miejscu pod względem liczby ludności, natomiast pod względem powierzchni na miejscu 628.).